# Probopyrus pacificensis
Probopyrus pacificensis is een pissebed uit de familie Bopyridae. De wetenschappelijke naam van de soort is voor het eerst geldig gepubliceerd in 1993 door Rom n-Contreras.